# Marie d'Autriche (Vélasquez)
Pour la personnalité historique, voir Marie d'Autriche.
Le portrait de Marie d'Autriche, Reine de Hongrie est une huile sur toile de Diego Vélasquez peinte en 1630 et conservée au Musée du Prado.

## Histoire
Marie Anne d'Autriche (1606 a 1646) était la fille du roi Philippe III d'Espagne et de son épouse Marguerite d'Autriche-Styrie, et donc la sœur de Philippe IV d'Espagne. Elle se maria en 1631 avec Ferdinand III de Habsbourg, roi de Hongrie, de Bohème et qui devint empereur d'Allemagne.  
Il s’agit d'une œuvre très aboutie où l'auteur capte parfaitement la psychologie de la future impératrice. De la même manière qu'il faisait pour ses portraits antérieurs, Vélasquez peignit sur un fond neutre pour faire ressortir la figure. Tout est traité avec une grande attention et qualité : le vêtement vert, le col gris, et surtout les cheveux réalisés avec une grande application et beaucoup de minutie. 
En 1630 Vélasquez se trouvait en Italie. À son retour, il passa les derniers mois de son séjour à Naples et réalisa durant cette période le portrait de Marie-Anne d'Autriche – qui était alors une infante. L'objectif était de rapporter à Philippe IV un souvenir de sa sœur qu'il ne reverrait jamais plus. À partir de l'époque de Charles Quint, la coutume était de peintre des portraits de famille entre rois, essentiellement pour présenter le parent à d'autres personnalités, pour de futures noces, ou simplement comme portrait de famille.
L’œuvre est exposée au musée du Prado de Madrid.